# مورگان گیلاوگی
مورگان گیلاوگی (انگلیسی: Morgan Guilavogui؛ زادهٔ ۱۰ مارس ۱۹۹۸) بازیکن فوتبال اهل گینه است.
وی همچنین در تیم ملی فوتبال گینه بازی کرده‌است.